# Weerter- en Budelerbergen & Ringselven
Weerter- en Budelerbergen & Ringselven este o arie protejată (arie specială de conservare — SAC, sit de importanță comunitară — SCI) din Țările de Jos întinsă pe o suprafață de 1.139 ha, integral pe uscat.

## Localizare
Centrul sitului Weerter- en Budelerbergen & Ringselven este situat la coordonatele 51°18′11″N 5°40′09″E / 51.3031°N 5.6693°E.

## Înființare
Situl Weerter- en Budelerbergen & Ringselven a fost declarat sit de importanță comunitară în iulie 1998 pentru a proteja 1 specie de plante și 3 specii de animale. Situl a fost protejat și ca arie specială de conservare în iunie 2013.

## Biodiversitate
Situată în ecoregiunea atlantică, aria protejată conține 8 habitate naturale: Ape stătătoare oligotrofe până la mezotrofe, cu vegetație de Littorelletea uniflorae și/sau de Isoëto-Nanojuncetea, Pajiști umede nord-atlantice cu Erica tetralix, Pajiști uscate europene, Pajiști cu Molinia pe soluri calcaroase, turboase sau argilos-nămoloase (Molinion caeruleae), Depresiuni pe substraturi de turbă de Rhynchosporion, Mlaștini calcaroase cu Cladium mariscus și specii de Caricion davallianae, Păduri de fag acidofile atlantice, cu subarboret de Ilex și, uneori, de asemenea, Taxus, la nivelul arbuștilor (Quercion robori-petraeae sau Ilici-Fagenion), Mlaștini împădurite.
La baza desemnării sitului se află mai multe specii protejate:
- plante (1): Luronium natans
- mamifere (1): castor (Castor fiber)
- pești (2): zvârluga (Cobitis taenia), boarță (Rhodeus amarus)